# Pilea verbascifolia
Pilea verbascifolia är en nässelväxtart som först beskrevs av Paul Amédée Ludovic Savatier, och fick sitt nu gällande namn av Hugh Algernon Weddell. Pilea verbascifolia ingår i släktet pileor, och familjen nässelväxter. Inga underarter finns listade i Catalogue of Life.